# 고환 (영화)
고환(프랑스어: Les Valseuses)은 프랑스에서 제작된 베르트랑 블리에 감독의 1974년 코미디, 드라마 영화이다. 제라르 드파르디외 등이 주연으로 출연하였고 폴 클로동 등이 제작에 참여하였다.

## 출연

### 주연
- 제라르 드파르디외
- 미우미우
- 파트리크 드베르

### 조연
- 잔 모로
- 브리지트 포세

## 제작진
- 미술: 장자크 카지오
- 의상: 미셸 세르